# Starina (district de Stará Ľubovňa)
Pour les articles homonymes, voir Starina.
Starina est un village de Slovaquie situé dans la région de Prešov.

## Histoire
Première mention écrite du village en 1352.

## Démographie

### Évolution de la population
| Année:               | 1994. | 2004.    | 2014.    | 2024.    |
| -------------------- | ----- | -------- | -------- | -------- |
| Nombre de personnes: | 104   | 70       | 43       | 51       |
| Différence:          |       | -32,69 % | -38,57 % | +18,60 % |

| Année:               | 2023. | 2024. |
| -------------------- | ----- | ----- |
| Nombre de personnes: | 51    | 51    |
| Différence:          |       | +0 %  |